# Dikrandtonderzwam
De dikrandtonderzwam (Ganoderma australe, synoniemen: Ganoderma europaeum, Polyporus adspersus, Ganoderma adspersum) is een meerjarige houtzwam.

## Uiterlijk
De consolevormige, golvende hoed is 10-30 cm breed, 10-25 cm diep en 4-10 cm hoog. De bovenzijde is hard en geel- tot donkerbruin van kleur. De onderzijde is wit tot crèmekleurig en heeft heel fijne poriën. De rand van het vruchtlichaam is crème tot witachtig en bol. De onderzijde is bedekt met poriën, deze zijn 10-15 mm lang, er zijn ongeveer 4-5 poriën per mm, de onderzijde is wit en kleurt bruinachtig als er druk wordt uitgeoefend.
Zoals op de foto te zien is, zijn de boom en de zwam vaak bestoven met de roestbruine sporen. De sporen zetten zich op de bovenkant van de zwam af door elektrostatische aantrekkingskracht. Elk jaar voegt de dikrandtonderzwam een laag toe aan de onderkant.
Jonge vruchtlichamen zijn soms moeilijk te onderscheiden van de platte tonderzwam, een duidelijk onderscheidend kenmerk is de sporengrootte: sporen van de dikrandtonderzwam zijn ongeveer 9–11 µm lang en 6–8 µm breed, terwijl die van de platte tonderzwam slechts 7–8 µm lang en 4,5–6 µm breed zijn.
De buisjeslaag van de dikrandtonderzwam vertoont een geelgroene verkleuring met KOH. Hiermee onderscheidt het zich van de platte tonderzwam die geen enkele reactie met KOH vertoont.

## Ecologie
De dikrandtonderzwam komt vrij algemeen voor op stammen en stronken van loofbomen, met name op beuk, eik, esdoorn, paardenkastanje en wilg. De sporen van de dikrandtonderzwam vestigen zich op kleine wondjes van een boom. De zwam groeit op niet levende delen van de boom en veroorzaakt daar witrot. Dit doodt de boom niet maar hij kan hem wel verzwakken, waardoor kwetsbaarheid ontstaat voor windschade.

## Verspreiding
De dikrandtonderzwam komt voor in tropische tot subtropische gebieden, in het Holarctisch gebied komt hij voor in mediterrane tot gematigde gebieden. In Europa komt de soort voor in mediterrane en oceanische gebieden van Italië, Spanje en Griekenland noordwaarts tot aan de Hebriden, Denemarken en de Baltische staten, in Scandinavië, Rusland en Wit-Rusland komt de soort niet voor.

## Trivia
De Anne Frankboom achter het Anne Frank Huis was door deze zwam aangetast, ten gevolge hiervan bezweek de boom op 23 augustus 2010 door harde windstoten.
Het mycelium kan worden gebruikt om brandwerend isolatiemateriaal te maken.